# Battaglia di Palermo (254 a.C.)
La battaglia di Palermo del 254 a.C. fu combattuta nel corso della prima guerra punica e sancì la conquista di Panormus da parte dei Romani.
Tale scontro, però, appartiene alla fase terrestre della guerra, che fu invece decisa sul mare e, soprattutto, sul piano dei finanziamenti per le flotte.

## Situazione
Dopo la sconfitta nella battaglia di Tunisi del 255 a.C., Roma aveva anche dovuto subire la distruzione quasi totale della flotta che riportava in Italia le legioni dello sconfitto e catturato Marco Atilio Regolo. Polibio ci informa che per il naufragio, avvenuto lungo le coste orientali della Sicilia, di trecentosessantaquattro navi ne rimasero solo ottanta.
Cartagine, rincuorata dalla vittoria terrestre e convinta di essere più forte sul mare vista la distruzione della flotta nemica, inviò in Sicilia Asdrubale affidandogli il comando dei soldati già presenti nell'isola compresi quelli di stanza ad Heraclea Minoa e ben centoquaranta elefanti. Evidentemente la lezione che Santippo aveva dato a Tunisi era stata recepita dai Cartaginesi. Per rinforzare la flotta che era stata in parte distrutta e in parte catturata nella battaglia di Capo Ecnomo, Cartagine costruì anche duecento nuove navi. Asdrubale prese terra a Lilibeo e cominciò a far esercitare i suoi uomini. Era chiaro che voleva incontrare i Romani sul campo.
Conosciute le mosse dei Cartaginesi, i Romani decisero di ricostruire la flotta e in soli tre mesi allestirono duecentoventi navi e le diedero ai consoli Gneo Cornelio Scipione Asina al suo secondo mandato dopo la sfortunata prova nella battaglia delle Isole Lipari e Aulo Atilio Calatino, anch'egli al suo secondo mandato.

## La battaglia
I consoli salpati da Roma e raggiunta Messina aggregarono alla flotta le navi scampate al naufragio che si allargò quindi a trecento navi e si diressero verso Palermo che posero sotto assedio.
I preparativi consistettero nel disporre i soldati, far loro montare le macchine da assedio e concentrarle in due diversi punti. La torre della città, affacciata sul mare, cadde con facilità in mani romane e da quella via le legioni penetrarono d'impeto nella Città Nuova.
Nella narrazione di Polibio non vi è traccia di una reazione cartaginese. D'altra parte Asdrubale era ancora a Lilibeo e, certo, la guarnigione punica non era abbastanza numerosa per poter resistere validamente a un assalto ben condotto.
Lo storico greco si limita a esporre brevemente che
(Polibio, Storie, I, 38, BUR. Milano, 2001. trad.: M. Mari.)

## Dopo la battaglia
Sempre Polibio ci informa che i Romani, dopo aver conquistato la città, lasciarono una guarnigione a sua difesa senza specificarne la consistenza. La flotta tornò veleggiando a Roma.

## Fonti
- Polibio, Storie, Bur, Milano, 2001, trad.: M. Mari. ISBN 88-17-12703-5.